# Representação proporcional mista

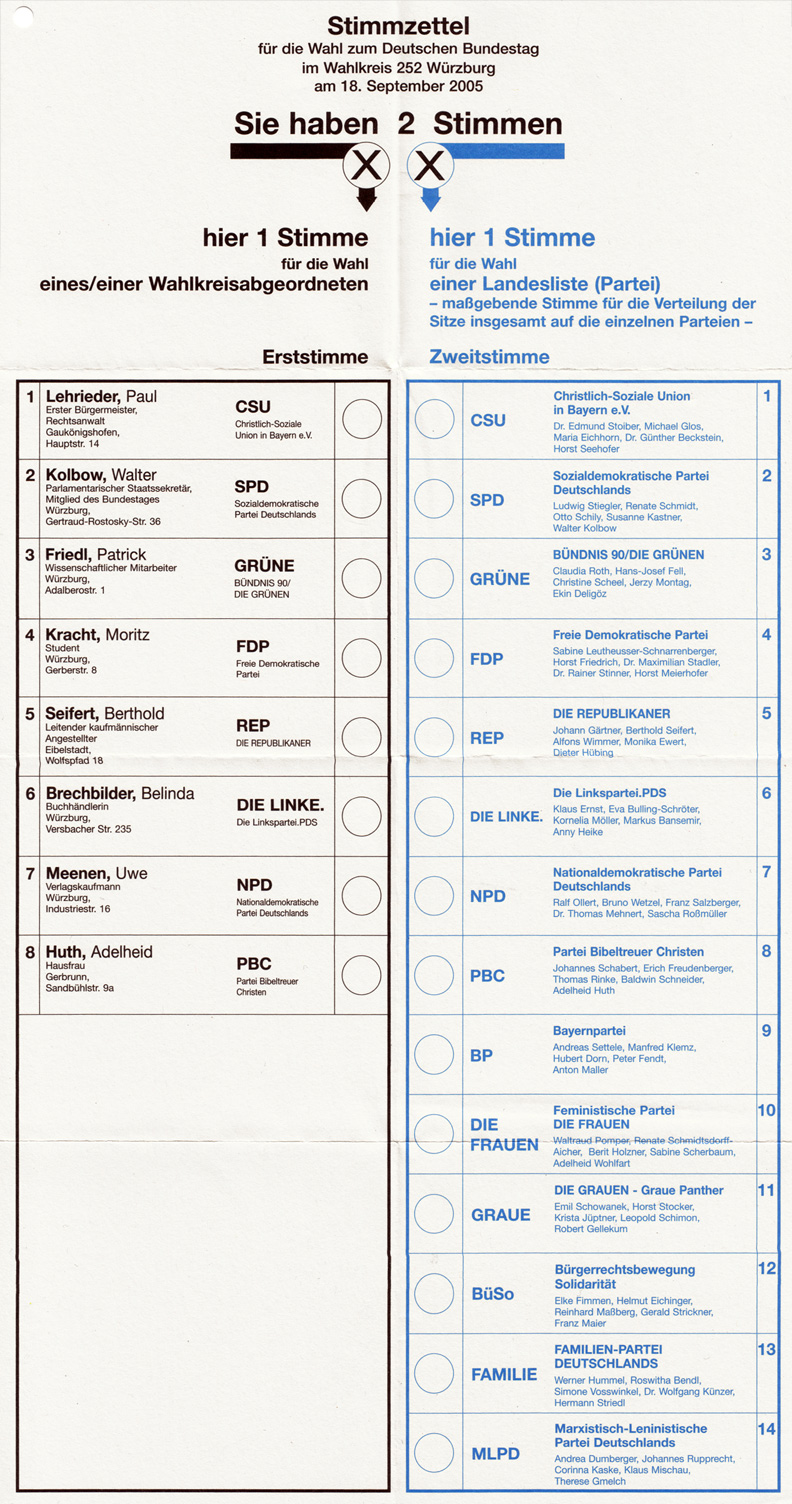
Como é a representação proporcional mista

Representação proporcional mista é um sistema eleitoral que combina o voto distrital com o voto proporcional. Esse tipo de sistema vigora atualmente em países como a Nova Zelândia e a Alemanha. A rigor, é diferente do sistema paralelo de voto (sistema majoritário misto), apesar das similaridades, na medida em que "no sistema de representação proporcional mista, embora os eleitores dêem um voto para um candidato do distrito e outro para uma lista do partido, o último voto é mais importante, na medida em que é usado como base para determinar a composição partidária do parlamento".